# Klooster van de Moeder Gods van het Teken
Het Klooster van de Moeder Gods van het Teken of Znamenski-klooster (Russisch: Знаменский монастырь) is een Russisch-orthodox vrouwenklooster in de Russische stad Irkoetsk. Het klooster is gelegen op de rechteroever van de Angara.
Op de begraafplaats van het klooster ligt de Russische ontdekkingsreiziger Grigori Sjelichov begraven.

## Geschiedenis
Het klooster werd in 1689 gesticht op de plek waar de Oesjakovka samenvloeit met de Angara. De eerste gebouwen waren van hout. In de 18e eeuw raakte de houten kerk in verval, die vervolgens in het jaar 1728 werd vervangen door een andere houten kerk. Echter al in de jaren 1757-1762 werd ook deze weer kerk vervangen door een stenen gebouw in de stijl van de Siberische barok. Tussen 1787 en 1794 werd de kathedraal van het klooster vergroot en tot het begin van de 19e eeuw werd het kloostercomplex verder uitgebreid.

### Sovjet-periode
In 1926 werd het klooster door de Sovjet-autoriteiten afgeschaft. De kloostergebouwen werden overgedragen aan een in 1928 opgerichte luchtvaartmaatschappij en in gebruik genomen als basis voor watervliegtuigen. De kathedraal bleef echter als parochiekerk geopend. En nadat de Epifaniekathedraal werd gesloten voor de eredienst en de Kazankathedraal diende de kloosterkerk tot de gedwongen sluiting in de jaren 30 als kathedraal. Na de sluiting was de leiding van het bedrijf voornemens om de kerk te slopen, maar enkele intellectuele burgers tekenden met succes verzet aan tegen de voorgenomen sloop. Na de Tweede Wereldoorlog werd het gebouw teruggegeven aan de Russisch-orthodoxe Kerk en vanaf 1948 kreeg het gebouw weer de status van kathedraal. In 1953 sloot de luchtvaartmaatschappij de basis op het voormalige kloostercomplex. Op 30 augustus 1960 erkende de overheid de monumentale waarde van het kloostercomplex.

### Teruggave
De gebouwen van het klooster werden in 1991 teruggegeven aan de Russisch-orthodoxe Kerk. Sinds 1994 is het klooster nieuw leven ingeblazen. In het klooster worden de relieken bewaard van de heilige Innocentius. De bolsjewieken legden er in de jaren '20 van de twintigste eeuw beslag op en gebruikten ze als tentoonstellingsmateriaal in musea. Teruggave van de relieken vond plaats in 1990.